# Peter Mikuláš
Peter Mikuláš (* 23. Januar 1954 in Nitra) ist ein slowakischer Opern- und Konzertsänger in der Stimmlage Bass sowie Gesangspädagoge, der seit 1978 dem Ensemble des Slowakischen Nationaltheaters in Bratislava angehört.

## Leben
Peter Mikuláš studierte als Schüler von Viktoria Stracvenská Gesang an der Hochschule für Musische Künste Bratislava (VŠMU). 1977 gewann er den Antonín-Dvořák-Gesangswettberwerb in Karlovy Vary, sowie weitere Gesangswettbewerbe 1982 in Moskau und 1984 in Helsinki.
1978 debütierte er als Colline in La Bohème am Slowakischen Nationaltheater in Bratislava, an dem er bis heute (Stand: Saison 2022/23) sängerisch vielfach tätig ist.
In der Saison 2006/07 war er Direktor des Slowakischen Nationaltheaters und beteiligte sich an den komplexen organisatorischen Vorbereitungen für den am 14. April 2007 eröffneten Opernbetrieb im neuen Opernhaus.
Gastengagements führen und führten ihn u. a. nach Prag, New York, Wien, Barcelona, Rom, Berlin, Madrid, Dresden, Salzburg, Leipzig und Amsterdam. Am 30. Juli 2018 gab er sein Debüt an der Bayerischen Staatsoper in München als Alexandr Petrovič Goryančikov in Janáčeks Aus einem Totenhaus.
Sein Konzertrepertoire umfasst sowohl klassische Werke (u. a. von Johann Sebastian Bach, Ludwig van Beethoven, Johannes Brahms, Antonín Dvořák und Giuseppe Verdi) als auch eine Vielzahl an Werken des 20. Jahrhunderts, unter anderem von slowakischen Komponisten. 1986 debütierte er an der Slowakischen Philharmonie in Bratislava.
Seit 2011 ist Peter Mikuláš Professor für Gesang an der Hochschule für Musische Künste in Bratislava.

## Opernrepertoire in Auswahl
- Vincenzo Bellini
  - I puritani – Giorgio Valton
- Alban Berg
  - Wozzeck – Wozzeck

- Gaetano Donizetti
  - L’elisir d’amore – Dulcamara
- Antonín Dvořák
  - Rusalka – Wassermann
- Fromental Halévy
  - La Juive – Kardinal de Brogni
- Leoš Janáček
  - Die Sache Makropulos – Dr. Kolenatý
  - Das schlaue Füchslein –  Förster
  - Aus einem Totenhaus – Alexandr Petrovič Goryančikov
- Wolfgang Amadeus Mozart
  - Così fan tutte – Don Alfonso
  - Don Giovanni – Leporello
  - Die Zauberflöte – Sarastro
- Modest Petrowitsch Mussorgski
  - Boris Godunow – Boris Godunow
- Giacomo Puccini
  - La Bohème – Colline
  - Turandot – Timur
- Nikolai Rimski-Korsakow
  - Sadko – Meereszar

- Gioachino Rossini
  - La Cenerentola – Don Magnifico
  - Il barbiere di Siviglia – Don Basilo
- Eugen Suchoň
  - Svätopluk – Svätopluk
- Pjotr Iljitsch Tschaikowski
  - Eugen Onegin – Gremin

- Giuseppe Verdi
  - Aida – Ramphis
  - Don Carlo – König Philipp
  - Falstaff – Sir John Falstaff
  - Macbeth – Banquo
  - Nabucco – Zaccaria
  - Rigoletto – Sparafucile
  - Simon Boccanegra – Jacopo Fiesco
  - Il trovatore – Ferrando

- Richard Wagner
  - Lohengrin – König Heinrich